# CO2-neutral energilagring
CO2-neutral energilagring og vedvarende energilagring er lagring af energi i f.eks. brændsler, brændstof og akkumulatorer, på en sådan måde, at der samlet under levetiden (fremstilling, opbevaring, transport og forbrug...) af den lagrede energi, netto ikke frigives CO2 til atmosfæren (eller for den sags skyld optages). Ved energilagringsprocessen skal evt. afgivelse af CO2 fra redskaber – og evt. afgivelse af CO2 under produktionen af disse redskaber medregnes.

## CO2-neutrale brændstoffer fra CO, CO2og hydrogen eller vand med f.eks. solenergi
Der arbejdes på at lave CO2-neutrale brændstoffer direkte fra CO2 og hydrogen.

S2P (Sunshine to Petrol) omfatter metoder til at lave CO2-neutralt brændstof direkte fra varme (sollys, vedvarende energi), carbondioxid, hydrogen og/eller vand. En reaktortype er Counter Rotating Ring Receiver Reactor Recuperator (CR5) kan gøre netop dette. Af de indgående stoffer er det muligt at lave brændstof – carbonkæder – f.eks. CO2-neutralt metanol, ætanol, butanol...
Los Alamos National Laboratory er ved at tage patent på en metode til at lave CO2-neutrale syntetiske brændstoffer.

I 2010 blev det offentliggjort i bladet Ingeniøren, at Risø er på vej med syntetisk benzin til 5,5 kr per liter. Processen starter med, at en omvendt brændselscelle får tilført CO2 og H2O og som via tilført elektrisk energi bliver omdannet til CO, H2 – og affaldsproduktet O2.
 
CO og H2 kaldes tilsammen syntesegas og man kan via Fischer-Tropsch processen danne mange syntetiske brændstoffer med syntesegas.
I 2012 blev det offentliggjort i bladet Ingeniøren, at DTU har forbedret levetiden væsentligt for den omvendte brændselscelle, der som output har syntesegas.

December 2012 formidlede det britiske firma Air Fuel Synthesis at de kan lave ren benzin af luft og energi.
Januar 2014 meddeles det at et hold af forskere fra University of Delaware har fundet en katalysator, som kan omdanne CO2 til CO plus ilt med en virkningsgrad på 92%. Katalysatoren er forholdsvis billig og er nanosølv.

## Uddybende kriterier
CO2-neutralt brændstof er dannet eller produceret på en sådan måde, at der samlet under fremstillingen er blevet optaget ligeså meget CO2 fra luften, som der frigives under brændslets og brændstoffets levetid. 

Når der anvendes CO2-neutralt brændstof til at transportere CO2-neutralt brændstof, vil brændstoffet anvendt til transporten, ikke ændre ved den samlede CO2-neutralitet, da det CO2-neutrale brændstof selv er CO2-neutralt. Produktion af brændsel og brændstoffer, som ikke indeholder carbon, kan være CO2-neutrale, hvis der netto ikke blev afgivet CO2 under produktionen – og produktionen af produktionsredskaberne.

Biobrændstof kan være mere eller mindre CO2-neutralt, afhængig af den under fremstillingen samlede mængde optagne CO2 fra luften (atmosfæren).
Ved forbrændingen af CO2-neutralt brændstof udvikles stadig CO2, men netto tilføres ikke CO2 til atmosfæren målt fra tiden før energilagringen til efter forbruget, da der under produktionen blev optaget CO2. Eventuel optagen CO2-gas er blot midlertidigt blevet lånt fra atmosfæren.
Der er intet krav til fremstillingsprocessens energieffektivitet ved CO2-neutral energilagring. Energieffektiviteten kan f.eks. sagtens være 1% eller lavere og stadig være CO2-neutral. Der er heller intet krav til forbrændingsprocessens energieffektivitet. Energieffektiviteten kan f.eks. sagtens være 10% eller lavere, forurenende og stadig være CO2-neutral.